# David Brainard
Pour les articles homonymes, voir Brainard.
David Legge Brainard, né le 21 décembre 1856 à Norway (New York) et mort le 22 mars 1946 à Washington D.C., est un officier de l'United States Army et un explorateur de l'Arctique américain.

## Biographie

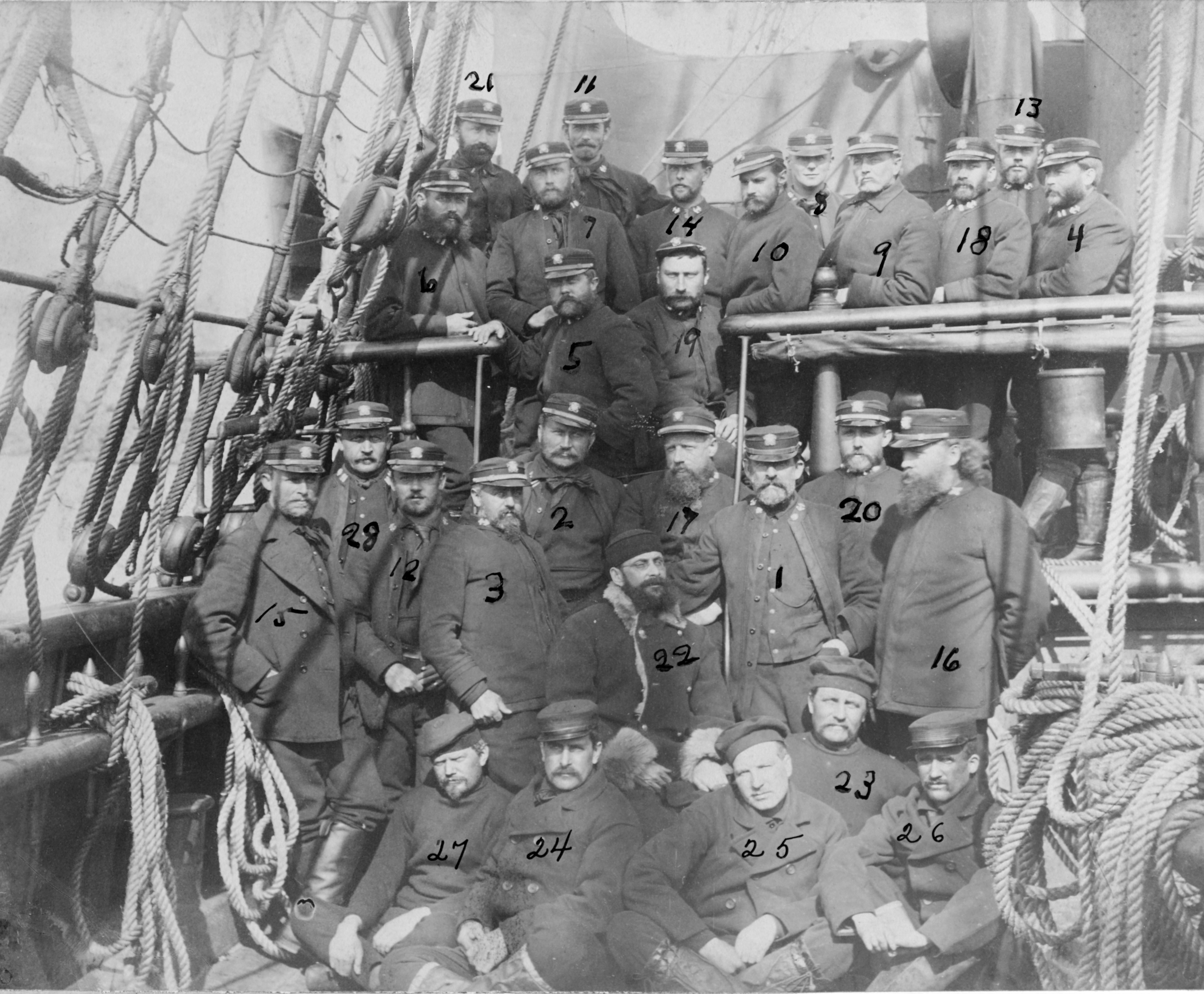
Les survivants de l'expédition Greely

Cinquième fils d'Alanson Brainard et Maria C. Legge, il fait ses études à la State University of New York College at Cortland (en) et se décide pour la carrière militaire.
Il prend part dès 1876 aux luttes contre les Cheyennes et les Sioux et participe en 1877 à la bataille de Little Muddy Creek.
En 1882, il est engagé par Adolphus Greely comme sergent dans son expédition au Pôle Nord. Il effectue l'exploit d’atteindre avec James B. Lockwood la latitude 83°35' et est un des éléments majeurs de la survie de sept (dont lui) des membres de l'expédition, dix-neuf périssant. Son journal, publié en 1940 sous le titre Six Came Back : The Arctic Adventure of David. L. Brainard, est un important témoignage de ce désastre.
Nommé Premier Lieutenant en 1890, il sert en Californie, en Arizona et au Nouveau-Mexique puis devient Capitaine en 1896. Il participe alors à une expédition en Alaska.
Major, il combat lors de la guerre contre l'Espagne puis est nommé en 1898 directeur du Commissary of Department of the Pacific and Eighth Army Corps aux Philippines, poste qu'il occupe jusqu'en 1911. De 1911 à 1914, Colonel, il exerce au Commissariat général à Washington. Brigadier-général lors de la Première Guerre mondiale, il est attaché à l'Ambassade américaine au Portugal.
Il décide de quitter l'armée en 1919 et devient homme d'affaires.
Il est inhumé au cimetière national d'Arlington. Il était alors le dernier survivant de l’expédition Greely.
Jules Verne le mentionne dans le premier chapitre de son roman Sans dessus dessous.